# Rainbow Dome Musick
Rainbow Dome Musick – piąty album studyjny angielskiego gitarzysty sceny Canterbury Steve’a Hillage’a, wydany w 1979 roku nakładem wytwórni płytowej Virgin Records. Na płycie znalazły się dwa długie, silnie nasycone brzmieniem elektronicznym utwory, utrzymane w duchu muzyki ambient i nagrane w studio domowym Om – na stronę A trafiła kompozycja Garden of Paradise autorstwa Miquette Giraudy, partnerki Hillage’a, na stronę B napisany przez niego utwór Four Ever Rainbow. Muzykę stworzono z myślą o festiwalu Mind, Body and Spirit, jaki zorganizowano w centrum wystawienniczym Olympia w Londynie w dniach 21-29 kwietnia 1979 roku.

## Lista utworów
Opracowano na podstawie materiału źródłowego.
Wydanie LP:
Strona A
| 1. | "Garden of Paradise" (Miquette Giraudy) | 23:15 |
|    |                                         |       |
|    |                                         | 23:15 |
|    |                                         |       |
Strona B
| 2. | "Four Ever Rainbow" (Steve Hillage) | 20:30 |
|    |                                     |       |
|    |                                     | 20:30 |
|    |                                     |       |

## Twórcy
Opracowano na podstawie materiału źródłowego.
Muzycy:
- Steve Hillage – gitara prowadząca, gitara elektryczna, Fender Rhodes, syntezator ARP-a, syntezator Mooga
- Miquette Giraudy – sekwencery, Fender Rhodes, keyboard ARP Omni, dzwonki tybetańskie
- Rupert Atwill – harmonizer Eventide

Produkcja:
- Steve Hillage – produkcja muzyczna, inżynieria dźwięku
- Miquette Giraudy – produkcja muzyczna
- John Newsham – inżynieria dźwięku